# Frame Check Sequence
Frame Check Sequence (FCS) – pole służące do przechowywania sumy kontrolnej ramki, dodawane w protokołach komunikacyjnych w celu wykrywania potencjalnych błędów transmisji danych. Do obliczania FCS wykorzystywany jest cykliczny kod nadmiarowy (CRC).
Pole FCS stosowane jest w protokołach Ethernet, X.25, HDLC, Frame Relay oraz innych protokołach warstwy łącza danych. Przykładowa ramka ethernetowa zawierająca na końcu pole FCS: